# Jean-André Deluc

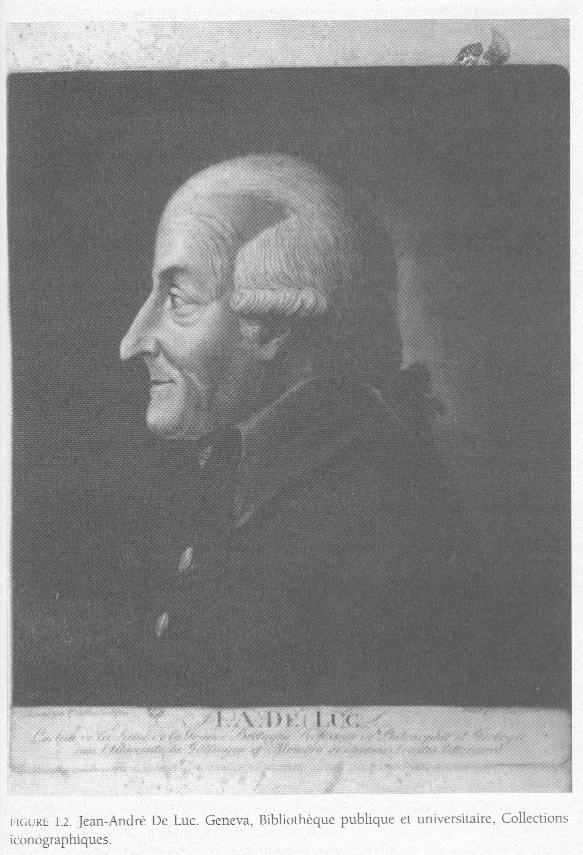
Jean-André Deluc

Jean-André Deluc (of de Luc) (8 februari 1727 - 7 november 1817), was een Zwitsers geoloog, meteoroloog  en instrumentmaker.

## Biografie
Deluc werd in 1727 in Genève geboren als telg van een familie die in de vijftiende eeuw vanuit het Italiaanse Lucca naar Zwitserland was geëmigreerd. Hij kreeg een goede opleiding, voornamelijk in wiskunde en natuurwetenschappen. Hoewel hij na zijn scholing in zaken ging, bouwde hij al vanaf het begin met zijn broer Guillaume-Antoine een mineralogische verzameling op.
Deluc was ook politiek actief als volksvertegenwoordiger en als diplomaat. In 1773 verhuisde hij naar Groot-Brittannië, waar hij betrokken raakte bij de opleiding van koningin Charlotte van Mecklenburg-Strelitz. Deze functie verzekerde hem van een inkomen en van voldoende vrije tijd om zich aan de wetenschap te wijden. Hetzelfde jaar verkreeg Deluc het lidmaatschap van de prestigieuze Royal Society, de Britse academie van wetenschappen. Rond het begin van de negentiende eeuw ondernam hij diverse geologische studiereizen door Groot-Brittannië, Frankrijk, Duitsland en Nederland. In het plaveisel van de stad Groningen merkte hij een curieuze hoeveelheid afgerond graniet op. Daar hij dit meende te kennen uit zijn geboorteland, moet hij de Martinitoren hebben beklommen om met een verrekijker te speuren naar de bergen waar het graniet vandaan moest zijn gekomen. Hij verkreeg het corresponderend lidmaatschap van de Franse Académie des sciences. Deluc overleed in 1817 in Windsor. De inslagkrater Deluc op de maan is naar hem vernoemd.

## Wetenschappelijk werk
Delucs interesse ging hoofdzakelijk uit naar geologie en meteorologie. Tijdgenoot Georges Cuvier heeft hem een deskundige op het gebied van de aardwetenschappen genoemd. Delucs belangrijkste geologische werk was Lettres physiques et morales sur les montagnes et sur l'histoire de la terre et de l'homme (in 6 delen gepubliceerd, van 1778 tot 1780). Ook schreef hij verhandelingen over zijn studiereizen door Noordwest-Europa. Verder bestudeerde hij de dichtheid van water en waterdamp in relatie tot omgeving en warmte.
In zijn geologische en filosofische verhandelingen liet Deluc zich kenschetsen als een aanhanger van het neptunisme, een achterhaalde theorie die stelde dat gesteenten door sedimentatie of uitkristalliseren ontstaan zijn in de oerzee. Samen met het catastrofisme probeerde deze theorie geologische waarnemingen te verenigen met de Bijbelse geschiedenis van de aarde en met name de daarin genoemde zondvloed. Delucs Traité élémentaire de géologie uit 1809 moet gezien worden als een poging de (modernere) theorieën van James Hutton te weerleggen.
Daarnaast besteedde Deluc een groot deel van zijn tijd aan het ontwikkelen of verbeteren van meetgereedschap. Zo ontwikkelde hij een draagbare barometer voor geologische expedities en gaf hij aan hoe een barometer te gebruiken was voor het vaststellen van atmosferische hoogte. Hij hield zich bezig met de constructie van hygrometers en thermometers en was een fervent voorstander van het gebruik van kwik in plaats van alcohol in thermometers. Voor zijn werk aan het perfectioneren van de hygrometer werd hem in 1791 de Copley Medal, de wetenschapsprijs van de Royal Society, verleend. Hij deelde de prijs dat jaar met de Britse geograaf en oceanograaf James Rennell.
In 1809 schreef Deluc een essay voor de Royal Society over de scheikundige en elektrische eigenschappen van de Zuil van Volta. Zijn beschrijving van de samenstelling van deze batterij wordt beschouwd als Delucs belangrijkste bijdrage aan de wetenschap, hoewel het essay op grond van controversiële inzichten werd geweigerd door de Philosophical Transactions, het tijdschrift van de Britse academie van wetenschappen.